# Fin du Moyen Âge
La fin du Moyen Âge a lieu entre le XVe siècle et le début du XVIe siècle. Plusieurs dates symboliques ont été proposées par les historiens :
- 1453, au cours de laquelle Constantinople, l'ancienne Byzance, capitale de l'Empire byzantin, tombe aux mains des Ottomans ; la même année voit la fin de la guerre de Cent Ans, avec la victoire française sur l'Angleterre (bataille de Castillon). Johannes Gutenberg met également au point la presse à vis vers 1450 et imprime la Bible à 42 lignes, qui est le premier livre imprimé d'Europe, entre 1452 et 1454 (il invente les caractères mobiles vers 1440).
- 1492, qui marque la fin de la Reconquête espagnole (avec, le 2 janvier, la reprise de Grenade) ; la même année voit Christophe Colomb débarquer en Amérique le 12 octobre et la France et l'Angleterre signer le traité d'Étaples, qui prépara les guerres d'Italie menées par la France, le 3 novembre ;
- 1517, avec le début du protestantisme initié par l'Allemand Martin Luther et par le Français Jean Calvin.

## Portée de la chute de Constantinople

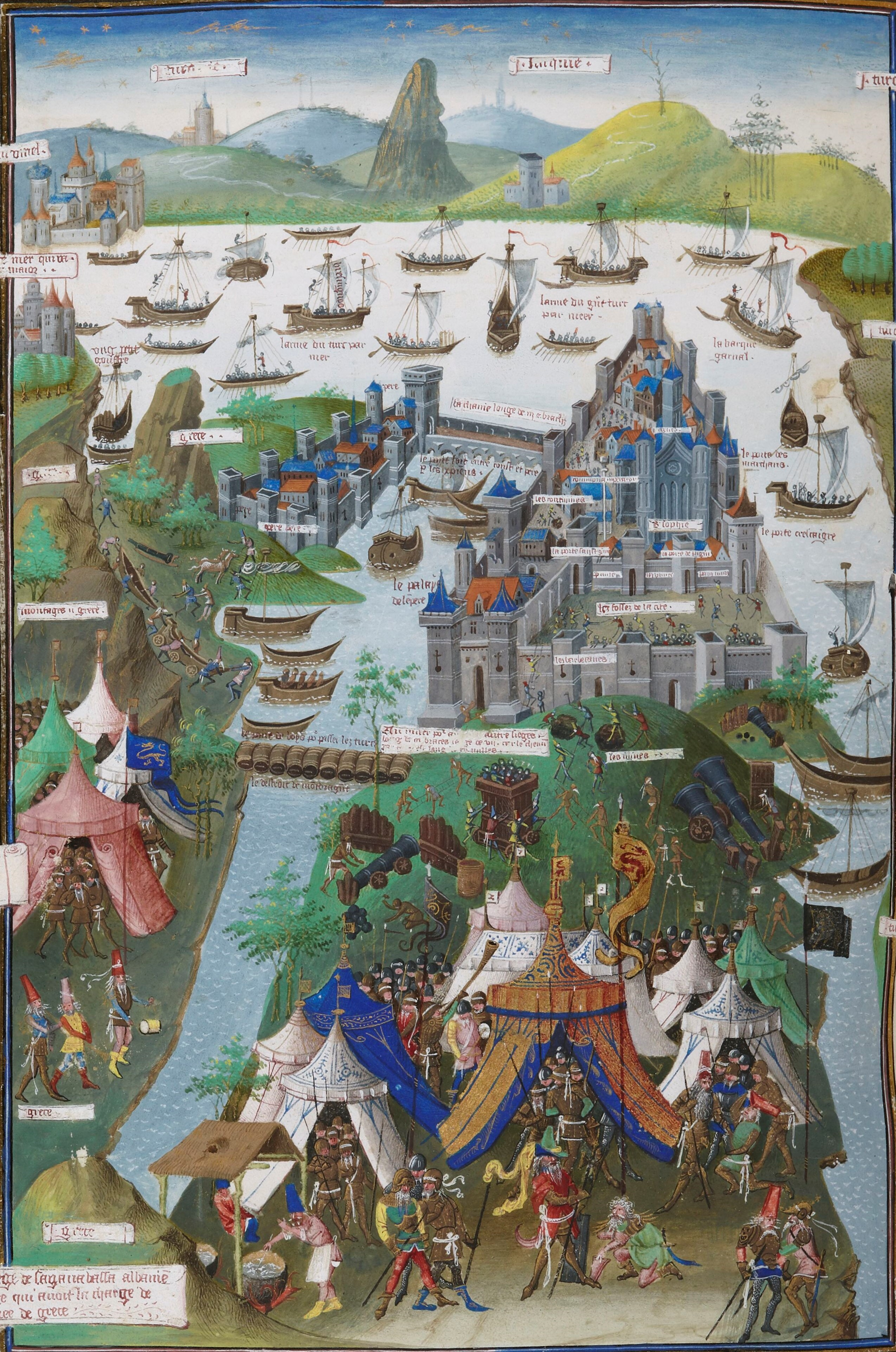
La chute de Constantinople en 1453

Contrairement à la fin du monde antique et à la fin du Haut Moyen Âge, la perception de la fin du Moyen Âge marque considérablement la date de 1453 dans l'historiographie, presque autant que l'année 476.
Avec la chute de Constantinople par l'invasion de l'Empire ottoman, c'est la fin de l'Empire romain et de l'Empire byzantin.
Les historiens datent de cet événement la fin de la longue époque appelée Moyen Âge. Les derniers savants et artistes byzantins se réfugient en Italie, où ils contribueront à l'éclosion de la Renaissance. L'art byzantin lors de l'intermède latin se poursuivant par la période dite pré-Renaissance.

## Autres dates
Les historiens anglais utilisent souvent la Bataille de Bosworth en 1485 pour marquer la fin de cette période. Elle marque en effet le moment décisif et l'avant-dernier affrontement de la guerre des Deux-Roses. 
En Espagne, les dates couramment utilisées sont la mort du roi Ferdinand II en 1516, la mort de la reine Isabelle I de Castille en 1504 ou la conquête de Grenade en 1492. 
En Allemagne, la réforme protestante et la guerre des Paysans allemands de 1524, sont également des événements marquant de la fin du Moyen Âge.

## Contexte historique
Aux franges orientales de l'Europe, le grand-duc de Moscovie revendique l'héritage religieux de Byzance et prétend faire de sa capitale, Moscou, la « troisième Rome ».
En France s'achève la guerre de Cent Ans, qui est le dernier conflit de type féodal.
À la bataille de Nancy de 1477, Charles le Téméraire, le dernier grand duc médiéval, meurt pendant les combats, ce qui symbolise la fin du système féodal.
Les liaisons commerciales entre l'Occident et la Chine, qui bénéficiaient de la protection des Byzantins, sont interrompues.

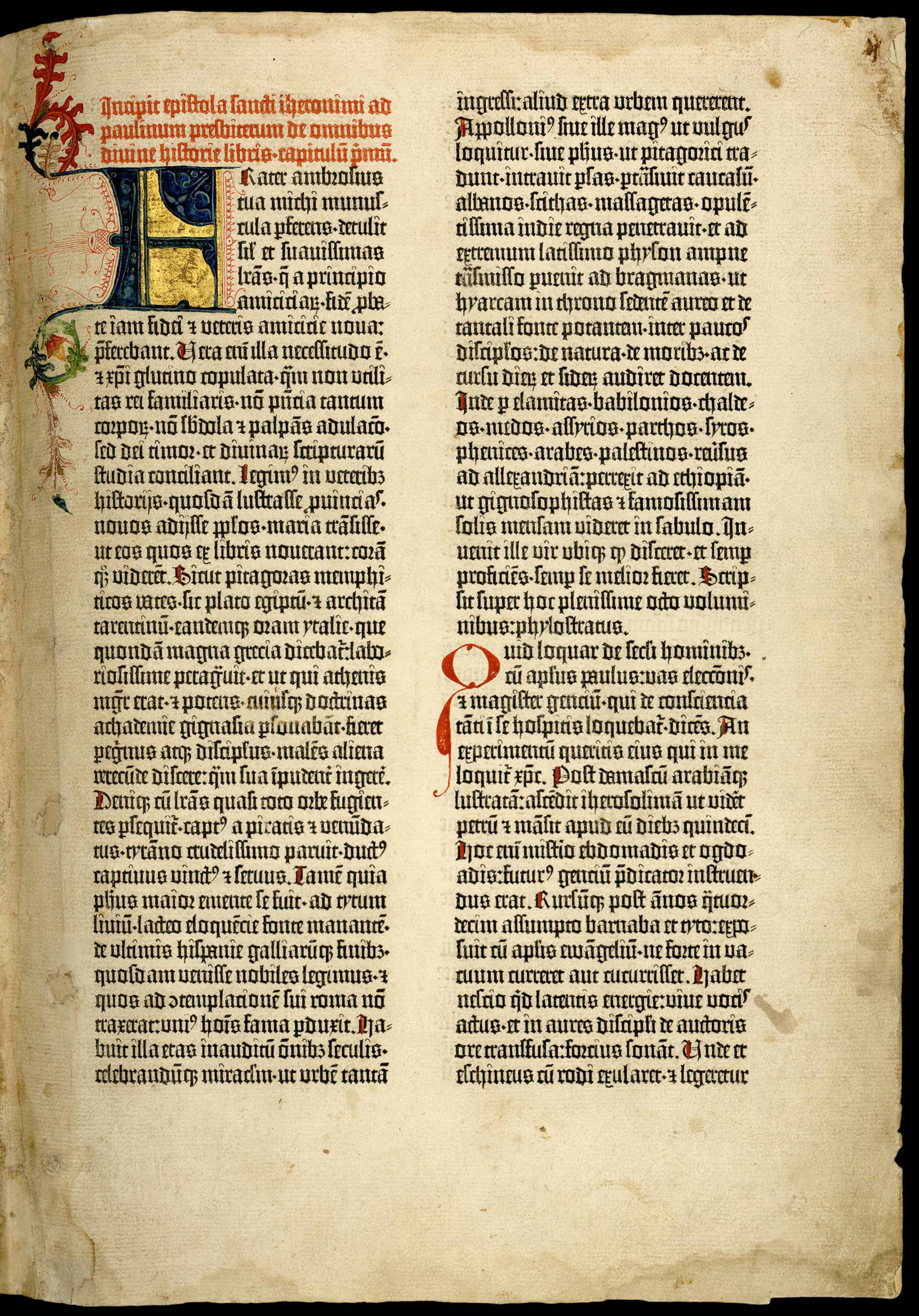
L'Ancien Testament (épître de Saint Jérôme), imprimé par Gutenberg. Bientôt, chacun pourra lire dans le texte, sans clergé intermédiaire.

En cherchant des routes maritimes, les Portugais scrutent l'océan en quête d'une voie maritime de remplacement.
L'heure de Vasco de Gama, de Christophe Colomb et de Jean de Léry approche.
Plus généralement, les grandes découvertes marquent le début de ce qu'on pourrait déjà appeler la mondialisation (accroissement des échanges entre différents pays distants, permis par de nouvelles inventions et découvertes, etc.).
Les limites exactes du Moyen Âge font encore l'objet de débats entre historiens.